# Aéroport international de Louhansk
Pour les articles homonymes, voir Louhansk (homonymie).
 (février 2023).
Si vous disposez d'ouvrages ou d'articles de référence ou si vous connaissez des sites web de qualité traitant du thème abordé ici, merci de compléter l'article en donnant les références utiles à sa vérifiabilité et en les liant à la section « Notes et références ».
L’aéroport international de Louhansk (en ukrainien : Міжнародний аеропорт "Луганськ") est un aéroport situé à Louhansk en Ukraine (AITA: VSG, OACI: UKCW). L'aéroport est situé à 20 km au sud du centre-ville, à 9 km des limites de la ville. Il est fermé depuis le 11 juin 2014 en raison de sa destruction quasi-totale par les combats qui y ont lieu pour sa prise, entre les forces ukrainiennes et les séparatistes prorusses du Donbass.

## Histoire
En 1946, afin d'améliorer les services dans la région, le gouvernement soviétique de la RSS d'Ukraine commença la construction de la 285e division d'aviation sur le site.
La construction de l'aéroport de Louhansk est accélérée par l'implication de multiples organisations présentes dans la région. L'aéroport ouvre en 1964.
En 1974, l'aéroport héberge la 99e division aéroportée incluant 6 avions AN-24 et depuis 1989, 2 avions TU-154-B2. Dans les années 1980 étaient effectués 100 vols quotidiens, menant vers près de 70 villes soviétiques, transportant au moins 1 200 passagers.
Suivant la dislocation de l'URSS en 2005-2006, l'aéroport est reconstruit, lui permettant d'héberger des AN-124, des Airbus A320 et des Boeing 737. En 2013, l'aéroport accueillait des vols directs réguliers vers Kiev, Moscou et des vols charters vers la Turquie et la Grèce.

## Situation
| Berdiansk Oujhorod Brody Ouman Kanatove Konotop Djankoï Tchouhouïv Kryvyï Rih Donetsk Sébastopol DniproVesseloïeBaheroveHorodokChersonèseGvardeïskoïeKatchaIvano-Frankivsk Izmaïl JovtneveJytomyr Koulbakino Kharkiv · Charcovie Khmelnytskyï Kherson KrementchoukKiev/Kyïv · Jouliany Kiev/Kyïv · Boryspil Kryvyï Rih Kolomya Loutsk Louhansk LvivMarioupol Mykolaïv Myrhorod Nijyn Odessa Poltava Rivne Sambir Simferopol Starokostiantyniv Tchernivtsi Vinnytsia Zaporijjia |

## Statistiques
Pour des raisons techniques, il est temporairement impossible d'afficher le graphique qui aurait dû être présenté ici.

Voir la requête brute et les sources sur Wikidata.

## Histoire

### Destructions depuis 2014 et laguerre du Donbass
Du 8 avril au 1er septembre 2014, fin de la Bataille de Loutouhyne, les différents affrontements pour l'aéroport détruisent les infrastructures de celui-ci. L'aéroport, ainsi que la ville de Louhansk et la majorité de l'oblast éponyme seront conquis par les forces séparatistes, aidées des forces russes à partir de février 2022 et l'invasion de l'Ukraine par la Russie.
Le 14 juin 2014, un Iliouchine Il-76 de la Force aérienne ukrainienne est abattu près de Louhansk, alors qu'il s'apprêtait à atterrir à l'aéroport, tuant les 49 soldats ukrainiens à bord,. Il s'agit de la perte la plus sévère subie par l'armée ukrainienne depuis le début du soulèvement prorusse dans l'est du pays en février 2014.

### Invasion de l'Ukraine
À partir d'août 2023, l'armée de l'air russe stationne des Kamov Ka-52, sur le taxiway.
L'aéroport a été une des cibles de l'Opération Dragonfly.

## Crédits
- (en) Cet article est partiellement ou en totalité issu de l’article de Wikipédia en anglais intitulé « Luhansk International Airport » (voir la liste des auteurs).